# Guillermo Marín
Guillermo Marín Cayré (Madrid, 12 de agosto de 1905 – Madrid, 21 de mayo de 1988) fue un actor español de cine y de teatro.

## Biografía

### Teatro
Comienza su carrera artística en el teatro con la Compañía de Ricardo Calvo, con cuya hija, Pepita Calvo Velázquez, terminaría contrayendo matrimonio. Su trayectoria sobre los escenarios se prolonga hasta casi el momento de su muerte, llegando a recibir el Premio Nacional de Teatro en dos ocasiones: 1970 y 1982.
Formó parte de las Compañías de Ricardo Puga, Matilde Moreno, Pepe Romeu, Emilio Portes, Manuel Herrera, José Tamayo, y de los teatros nacionales María Guerrero y Español, llegando a formar la suya propia. Su último trabajo sobre las tablas fue en 1983 interpretando Casandra, de Benito Pérez Galdós.
Es el actor que más veces interpretó el personaje de Don Juan Tenorio de Zorrilla y protagonizó obras de Calderón de la Barca, Lope de Vega, Shakespeare, Pirandello, Noel Coward, Brecht, Camus, Samuel Beckett, J.B. Priestley, Antonio Buero Vallejo, Miguel Mihura, Valle-Inclán, José María Pemán, Jardiel Poncela, Alfonso Paso, Joaquín Calvo Sotelo, Juan José Alonso Millán, García Lorca, Pérez Galdós y Víctor Ruiz Iriarte, entre otros.
Participó también en el Festival de Teatro de Mérida, con las obras Julio César (1955 y 1976), de William Shakespeare, La Orestíada (1960), de Esquilo y Edipo rey (1960), de Sófocles.

### Cine
En cine debuta en 1943 con El escándalo. Durante los años cuarenta y primeros cincuenta se convierte en una figura habitual en las pantallas españolas, y trabaja a las órdenes de directores como Edgar Neville, José Luis Sáenz de Heredia o Juan de Orduña.

### Televisión
A partir de la década de los sesenta declina su actividad cinematográfica, potenciando por el contrario sus apariciones con memorables interpretaciones en el espacio de teatro televisado Estudio 1.
- El niño de los Parker, de Maurice Braddell (1968)
- Jorge y Margarita, de Gerald Savoty (1971)
- Cincuenta años de Felicidad, de Marcel Achard (1972)
- Enriqueta sí, Enriqueta no, de Jorge Llopis (1973)
- Don José, Pepe y Pepito, de Juan Ignacio Luca de Tena (1980)

## Premios
- Premio Nacional de Teatro (1970 y 1982).
- Encomienda de Alfonso X el Sabio.
- Cruz de Santiago de la Espada (Portugal).
- Placa de Comendattore (Italia).
- Medalla de Oro del Círculo de Bellas Artes.
- Medalla de Oro del Trabajo (1975).

## Obras representadas
- El divino impaciente (1933), de José María Pemán
- Otelo (1936), de William Shakespeare
- El alcalde de Zalamea (1935), de Pedro Calderón de la Barca
- La moza de cántaro (1935), de Félix Lope de Vega
- Cyrano de Bergerac (1936), de Edmond Rostand
- Una mujercita dócil (1939), de Aldo de Benedetti
- Medio minuto de amor (1939), de Aldo de Benedetti
- Yo gitano... tú, gitana (1939), de Antonio Casas Bricio
- Santiago de Castilla (1939), de Carlos Jaquotot
- Las hijas de Lot (1939), de Francisco Serrano Anguita
- Corazón de mujer (1939), de Honorio Maura
- Cuidado con la Paca (1939), de José de Lucio
- Don Juan Tenorio (1939), de José Zorrilla
- Santa Isabel de España (1939), de Mariano Tomás López
- ¿Por qué se casa la Sole? (1939), de Pilar Millán Astray
- Caenas (1939), de Ramón Charlo
- La dama de las camelias (1940), de Alejandro Dumas
- Romance de la malcasada (1940), de Enrique Bayarri
- El conde de Rochester (1940), de Yván Noé y H. Vere Steapode
- Mi primo Jaime (1941), de Antonio García de Burgos y Antonio Escudero
- Napoleón. Campo de Mayo (1941), de Giovacchino Forzano
- No te ofendas, Beatriz (1941), de Carlos Arniches y  Joaquín Abati
- La divina pastora (1941), de Federico Oliver
- Soledad de un Trono (1941), de Fernando Periquet
- Maniquí (1941), de Francisco de Cossió
- El nido ajeno (1941), de Jacinto Benavente
- La cenicienta (1941), de Jacinto Benavente
- María Antonieta (1941), de Luis Mañes y Luis Fernández Ardavín
- La pluma verde (1941), de Pedro Muñoz Seca
- Las hijas del rey Lehar (1941), de Pedro Muñoz Seca
- Cancionera (1941), de los Hermanos Álvarez Quintero
- Mi primo Jaime (1942), de Antonio García de Burgos y Antonio Escudero
- Soledad de un trono (1942), de Fernando Periquet
- Dulcinea (1942), de Gaston Baty
- El nido ajeno (1942), de Jacinto Benavente
- Los intereses creados (1942), de Jacinto Benavente
- La herida del tiempo (1942), de John Boynton Priestley
- Riesgo y ventura de Pérez (1942), de Luis Lamana
- Gente que pasa (1943), de Agustín de Foxá
- Muerte en vacaciones (1943), de Alberto Casella
- La voz amada (1943), de Hans Rothe
- Ni pobre ni rico sino todo lo contrario (1943), de Miguel Mihura y Tono
- Los endemoniados (1944), de Fiódor Dostoyevski
- De lo pintado a lo vivo (1944), de Juan Ignacio Luca de Tena
- La mentira del silencio (1944), de Julia Maura
- Nuestra ciudad (1944), de Thornton Wilder
- La señorita del mirador (1945), de Agustín de Foxá
- El secreto (1945), de Henry Bernstein
- El pirata (1945), de Marcel Achard
- El sombrero de tres picos (1945), de Pedro Antonio de Alarcón
- Retablo de Navidad (1946)
- Tren de madrugada (1946), de Claudio de la Torre
- El galeón y el milagro (1946), de Eduardo Marquina
- El caso de la mujer asesinadita (1946), de Miguel Mihura
- Un espíritu burlón (1946), de Noel Coward
- La fuerza bruta (1946), de Jacinto Benavente
- El anticuario (1947), de Enrique Suárez de Deza
- Sin querer (1947), de Jacinto Benavente
- Huis Clos (A puerta cerrada) (1947), de Jean-Paul Sartre
- Plaza de Oriente (1947), de Joaquín Calvo Sotelo
- Miss Ba (1947), de Rudolf Bésier
- El beso de la bella durmiente (1948), de Agustín de Foxá
- El alcalde de Zalamea (1948), de Pedro Calderón de la Barca
- Los tigres escondidos en la alcoba (1949), de Enrique Jardiel Poncela
- Hamlet (1949), de William Shakespeare
- Desde los tiempos de Adán (1949), de J. B. Priestley
- Estoy pensando en ti (1950), de José López Rubio
- El villano en su rincón (1950), de Félix Lope de Vega y Carpio
- El gran minué (1950), de Víctor Ruiz Iriarte
- La noche no se acaba (1951), de Armando Ocano Gavaguino
- Entre bobos anda el juego (1951), de Francisco de Rojas Zorrilla
- Llama un inspector (1951), de John Boynton Priestley
- Como era en un principio (1951), de José de la Cueva
- Veinte y cuarenta (1951), de José López Rubio
- Escenas de amor del teatro universal (1952)
- La tejedora de sueños (1952), de Antonio Buero Vallejo
- Condenados (1952), de José Suárez Carreño
- Don José, Pepe y Pepito (1952), de Juan Ignacio Luca de Tena
- La importancia de llamarse Ernesto (1952), de Oscar Wilde[1]
- El alcalde de Zalamea (1952), de Pedro Calderón de la Barca
- Ruy Blas (1952), de Víctor Hugo[2]
- Casi un cuento de hadas (1953), de Antonio Buero Vallejo
- Celos del aire (1953), de José López Rubio
- El caso de la señora estupenda (1953), de Miguel Mihura
- Crimen perfecto (1954), de Frederick Knott
- Diálogos de carmelitas (1954), de Georges Bernanos
- La alondra (1954), de Jean Anouilh
- La vida es sueño (1954), de Pedro Calderón de la Barca
- Edipo (1954), de Sófocles
- Julio César (1955), de William Shakespeare
- Los intereses creados (1956), de Jacinto Benavente
- La reina loca (1956), de Jesús Vasallo
- La novia del espacio (1956), de José López Rubio[3]
- Media hora antes (1956), de Luis Delgado Benavente
- Historia de un resentido (1956), de Joaquín Calvo Sotelo[4]
- La estrella de Sevilla (1957), de Félix Lope de Vega y Carpio
- La Celestina (1957), de Fernando de Rojas
- Nuestro fantasma (1957), de Jaime de Armiñán
- Un marido es algo (1957), de Juan Vaszary
- Anastasia (1957), de Marcelle Maurette
- Hay alguien detrás de la puerta (1958), de Alfonso Paso
- El fin del paraíso (1958), de John Boynton Priestley
- Los tres etcéteras de don Simón (1958), de José María Pemán
- Si yo supiera... (1958), de Milan Begovic
- La feria de Cuernicabra (1959) de Alfredo Mañas
- La encantadora familia Bliss (1959), de Noel Coward[5]
- Preguntan por Julio César (1960), de Alfonso Paso
- Maigret y el asesino de la Rue Carnot (1960), de Georges Simenon
- El rey ha muerto (1960), de José Antonio Giménez-Arnau
- La coqueta y don Simón (1960), de José María Pemán
- Trampa para un hombre solo (1960), de Robert Thomas
- Una tal Dulcinea (1961), de Alfonso Paso
- Juegos para marido y mujer (1961), de Alfonso Paso
- El sí de las niñas (1961), de Leandro Fernández de Moratín
- La cigüeña bromista (1962), de André Roussin
- El avión de Barcelona (1962), de Joaquín Calvo Sotelo
- Creo en ti pero me engañas (1962), de Jorge Llopis
- La señora que no dijo sí (1962), de Juan José Alonso Millán
- Una cigüeña bromista (1962), de André Roussin
- El cianuro ¿sólo o con leche? (1963), de Juan José Alonso Millán
- El niño de los Parker (1963), de Anita Hart y Maurice Braddell[6]
- Veraneando (1963), de Alfonso Paso
- La pareja (1963), de Jaime de Armiñán
- Susana quiere ser decente (1963), de Jorge Llopis
- Federica de Bravante o las florecillas del fango (1963), de Jorge Llopis y Tono
- Robo en el Vaticano (1964), de Diego Fabbri
- Juegos de invierno (1964), de Jaime Salom
- El increíble señor Pennypacker (1964), de Liam O'Brien
- La zapatera prodigiosa (1965), de Federico García Lorca
- El zapato de raso (1965), de Paul Claudel
- El alcalde de Zalamea (1965), de Pedro Calderón de la Barca
- ¡Ay..., infeliz de la que nace hermosa! (1967), de Juan José Alonso Millán
- Una chica en mi sopa (1967), de Terence Frisby
- Las mujeres sabias (1967), de Molière
- Las mocedades del Cid (1968), de Guillén de Castro[7]
- Sólo el amor y la luna traen fortuna (1968), de Miguel Mihura
- El niño de los Parker (20 de febrero de 1968, Estudio 1), de Anita Hart y Maurice Braddell
- Trampa para un hombre solo (1968), de Robert Thomas
- La paz (1969), de Aristófanes
- El sí de las niñas (1969), de Leandro Fernández Moratín
- Medida por medida (1969), de William Shakespeare
- La marquesa Rosalinda (1970), de Ramón María del Valle-Inclán
- El condenado por desconfiado (1970), de Tirso de Molina
- El círculo de tiza caucasiano (1971), de Bertolt Brecht
- Hedda Gabler (1971), de Henrik Ibsen
- Aurelia o la libertad de soñar (1971), de Lorenzo López Sancho
- Medea (1971), de Lucio Anneo Séneca
- Proceso de un régimen (1971), de Luis Emilio Calvo Sotelo
- Tal vez un prodigio (1972), de Rodolfo Hernández
- Macbett (1973), de Eugène Ionesco
- Marta la piadosa (1973), de Tirso de Molina[8]
- La nueva fierecilla domada (1975), de William Shakespeare
- Julio César (1976), de William Shakespeare
- El caballero de Olmedo (1977), de Félix Lope de Vega y Carpio
- Así que pasen cinco años (1978), de Federico García Lorca
- Don Duardos (1979), de Gil Vicente
- Siempre no es toda la vida (1979), de Santiago Moncada
- El gran teatro del mundo (1980), de Pedro Calderón de la Barca
- Casandra (1983), de Benito Pérez Galdós
- El Barón (1983), de Leandro Fernández de Moratín[9]

## Filmografía
- La corte de Faraón (1985), de José Luis García Sánchez
- Las bicicletas son para el verano (1984), de Jaime Chávarri
- The Warrior and the Sorceress (1984), de John C. Broderick (como William Marin)
- 127 millones libres de impuestos, (1981)
- El divorcio que viene (1980)
- La miel (1979)
- Mi hija Hildegart (1977)
- Los gauchos judíos (1975), de Juan José Jusid
- Canciones de nuestra vida (documental, 1975)
- Don Erre que erre (1970)
- El profesor patagónico (1970), de Fernando Ayala
- El abominable hombre de la Costa del Sol, (1970)
- Pecados conyugales, (1969)
- Sangre en el ruedo, (1969)
- Un millón en la basura (1967)
- Zarabanda bing, bing, (1966)
- Camino del Rocío (1966), de Rafael Gil
- La muerte viaja en baúl, (1966)
- La nueva Cenicienta, (1964)
- El juego de la verdad, (1963)
- Operación Embajada, (1963)
- El balcón de la luna, (1962)
- Tómbola (1962), de Luis Lucia
- Siega verde, (1961)
- Los últimos días de Pompeya (1959), de Sergio Leone
- La rana verde, (1958)
- La ironía del dinero (1957)
- Faustina (1957)
- Crimen en el entreacto (1954)
- El cerco del diablo, (1952)
- Hace cien años (1952)
- Catalina de Inglaterra (1951)
- Cerca del cielo, (1951)
- María Antonia "La Caramba", (1951)
- La fuente enterrada, (1950)
- Apartado de correos 1001, (1950)
- Agustina de Aragón (1950)
- Pequeñeces (1950)
- Mi hija Verónica (1950), de Enrique Gómez
- Vidas confusas, (1949)
- ¡Olé torero!, (1948)
- Mare Nostrum (1948), de Rafael Gil
- El Marqués de Salamanca (1948)
- Póker de ases, (1948)
- El alarido, (1948)
- Confidencia, (1948)
- Canción de medianoche, (1947)
- La fe (1947)
- Barrio (1947), de Ladislao Vajda
- Don Quijote de la Mancha (1947), de Rafael Gil
- Consultaré a Mister Brown (1946)
- La pródiga (1946)
- Viento de siglos, (1945)
- Domingo de carnaval (1945)
- La vida en un hilo (1945)
- La torre de los siete jorobados (1945)
- Los últimos de Filipinas (1945)
- Eugenia de Montijo (1944)
- Tarjeta de visita (1944)
- Lola Montes (1944), de Max Ophuls
- Fin de curso, (1943)
- El escándalo (1943)

## Actuaciones en televisión
- Día a día
  - El drama (31 de mayo de 1963)
  - Cebolla y pan (13 de junio de 1963)
  - La penúltima enfermedad (4 de julio de 1963)
- Confidencias
  - Episodio del 3 de enero de 1964
  - El hada sin varita (20 de febrero de 1964)
- Tengo un libro en las manos
  - Hubo un autor llamado William (26 de mayo de 1964)
- Escuela de maridos
  - Marido insensato (28 de noviembre de 1964)
- Diego de Acevedo
  - La invasión (1966)
  - El rey cautivo (1966)
- Estudio 1
  - El niño de los Parker (20 de febrero de 1968)
  - La encantadora familia Bliss (3 de diciembre de 1968)
  - Jorge y Margarita (8 de enero de 1971)
  - Edén Término (26 de noviembre de 1971)
  - La otra orilla (27 de octubre de 1972)
  - Cincuenta años de felicidad (5 de enero de 1973)
  - Eloísa está debajo de un almendro (26 de enero de 1973)
  - Enriqueta sí, Enriqueta no (3 de agosto de 1973)
  - Don Juan Tenorio IV (2 de noviembre de 1973)
  - Robo en el Vaticano (11 de agosto de 1975)
  - Marta, la piadosa (22 de diciembre de 1975)
  - Don José, Pepe y Pepito (6 de enero de 1980)
- Pequeño estudio
  - Un nuevo rey Midas (22 de noviembre de 1968)
  - La casi viuda (5 de marzo de 1969)
- El sí de las niñas (Película de televisión, 1970)
- Novela
  - Crónica de un maestro (23 de noviembre de 1970)
  - El anticuario (16 de agosto de 1971)
  - El escándalo (25 de octubre de 1971)
  - Los Nickleby (10 de abril de 1972)
- Juegos para mayores
  - Comedor reservado (18 de enero de 1971)
- Teatro breve
  - Fernando Casado vuelve a escena (21 de agosto de 1971)
- Silencio, estrenamos
  - Episodio 5 (29 de mayo de 1974)
  - Episodio 8 (26 de junio de 1974)
  - Episodio 9 (10 de julio de 1974)
  - Episodio 10 (31 de julio de 1974)
  - Episodio 12 (21 de agosto de 1974)
- Teatro estudio
  - Jorge y Margarita (17 de enero de 1977)
- El teatro
  - Tres sombreros de copa (21 de abril de 1978)